# 全唇尖舌苣苔
全唇尖舌苣苔（学名：Rhynchoglossum obliquum var. hologlossum）为苦苣苔科尖舌苣苔属下的一个变种。

## 扩展阅读
- 維基物種上的相關：全唇尖舌苣苔